# Prosthechea grammatoglossa
Prosthechea grammatoglossa es una orquídea epífita originaria de América.

## Descripción
Es una orquídea de tamaño pequeño, con hábitos de epifita con crecimiento litofita sobre rocas cubiertas de musgo con pseudobulbos ovoide-fusiformes a ovales  envueltos casi por completo en la juventud por varias vainas imbricadas, escariosas que llevan 2 hojas apicales, lineales, acuminadas, juntándose basalmente. Florece en el invierno y la primavera en una inflorescencia terminal, erecta, de 10 cm de largo, racemosa que surge en un pseudobulbo recién maduro con brácteas florales diminutas  y  lleva de  4 a 12 flores, no resupinadas, flores en forma de estrella.

## Distribución y hábitat
Se encuentra en Venezuela, Colombia, Ecuador, Perú y Bolivia en los bosques montanos húmedos en elevaciones de 750 a 2.100 metros.  

## Taxonomía
Prosthechea grammatoglossa fue descrito por (Rchb.f.) W.E.Higgins y publicado en Phytologia 82(5): 378. 1997[1998].
Etimología
Prosthechea: nombre genérico que deriva de las palabras griegas: prostheke (apéndice), en referencia al apéndice en la parte posterior de la columna.
grammatoglossa: epíteto latíno que significa "con el labelo marcado" 
Sinonimia
- Anacheilium grammatoglossum (Rchb.f.) Pabst, Moutinho & A.V.Pinto
- Encyclia grammatoglossa (Rchb.f.) Dressler
- Epidendrum grammatoglossum Rchb.f.
- Epidendrum quadridentatum F.Lehm. & Kraenzl.[3][4]